# Miconia gilva
Miconia gilva är en tvåhjärtbladig växtart som beskrevs av Célestin Alfred Cogniaux. Miconia gilva ingår i släktet Miconia och familjen Melastomataceae. Inga underarter finns listade i Catalogue of Life.